# Хорошко, Василий Константинович
Василий Константинович Хорошко (1881—1949) — советский невролог и невропатолог, академик АМН СССР (1945), заслуженный деятель науки РСФСР (1943).

## Биография
Родился 25 марта 1881 года.
В 1904 году — окончил медицинский факультет МГУ, затем работал там же ординатором, ассистентом клиники нервных болезней университета.
В 1911 году вместе с группой прогрессивных ученых покинул университет в знак протеста против реформы реакционного министра Л. А. Кассо (дело Кассо).
В 1912 году — защитил докторскую диссертацию, тема: «Реакции животного организма на введение нервной ткани».
С 1912 по 1923 годы — преподавал на Высших женских курсах в Москве (сейчас это РГМУ им. Н. И. Пирогова) и одновременно в с 1915 по 1920 годы работал в Травматологическом институте.
С 1929 года заведующий неврологической клиникой Государственного института физиатрии и ортопедии Наркомздрава РСФСР (сейчас это Национальный медицинский исследовательский центр реабилитации и курортологии).
С 1935 по 1941 годы — заведовал кафедрой нервных болезней 4-го ММИ (сейчас это Рязанский государственный медицинский университет имени академика И. П. Павлова).
С 1943 года и до конца жизни — руководил кафедрой нервных болезней 3-го ММИ (сейчас это Московский государственный медико-стоматологический университет).
В годы войны был членом президиума Госпитального совета Наркомздрава СССР, руководил работой невропатологов госпиталей.
Умер 26 июня 1949 года, похоронен на Новодевичьем кладбище.

## Научная деятельность
Автор свыше 200 научных работ по различным разделам медицины.
В монографии, посвященной кожевниковской эпилепсии, высказал новую по тому времени мысль о подкорковом генезе насильственных движений и расстройств мышечного тонуса.
В его диссертации была разработана основа предложенных впоследствии методов биологической терапии.
В работе «Об отношении лобных долей мозга к психологии и психопатологии» показал, что лобные доли головного мозга являются органом активного внимания и инициативы; им был также выделен ряд синдромов поражения лобных долей.
В работах о заболеваниях высшей нервной системы описано участие в регуляции вегетативных функций мозжечка, подкорковых структур и коры головного мозга.
В монографии «Учение о неврозах» он подчеркивал, что при неврозе врач имеет дело прежде всего со страдающей личностью, и обосновал в связи с этим необходимость индивидуального лечения.
Много внимания уделял проблемам нейротравматизма и нейрохирургии, первым в Москве начал применять поясничный прокол (спинномозговую пункцию) с диагностической и лечебной целью.
Им разработана оригинальная методика пневмоэнцефалографии, также разрабатывал вопросы физиотерапии нервных болезней.
Был членом ученых медицинских советов Наркомздрава СССР и Наркомздрава РСФСР, членом правления и председателем (1948—1949) Всесоюзного медицинского общества невропатологов и психиатров, редактором редотдела «Неврология» 1-го издания Большой Медицинской Энциклопедии.

### Сочинения
- Клиническая форма профессора Кожевникова, epilepsia partialis continua, М., 1907;
- Клинические наблюдения в связи с punctio lumbalis, М., 1908;
- Об отношении лобных долей мозга к психологии и психопатологии, М., 1912;
- Реакции животного организма на введение нервной ткани, М., 1912;
- Болезни вегетативной нервной системы, в книге: Частная патология и терапия внутренних болезней, под редакцией Г. Ф. Ланга и Д. Д. Плетнева, т. 4, в. 3, с. 687, М.— Л, 1929;
- Люмбоишалгия, М. — Л., 1938 (авт. ряда гл. и ред.);
- Учение о неврозах, М., 1943.

## Награды
- Заслуженный деятель науки РСФСР (1943)